# Higher Power
〈Higher Power〉는 영국의 록 밴드 콜드플레이의 아홉 번째 음반 《Music of the Spheres》에 수록된 곡이다. 이 곡은 페데리코 빈드베르와 데니스 캐라이트가 작곡한 리드 싱글로 2021년 5월 7일에 발매되었다. 이 트랙의 프로듀싱은 오스카 홀터와 빌 라코가 공동 프로듀싱을 맡았던 맥스 마틴이 맡았다.

## 뮤직 비디오
폴 더그데일이 감독한 〈Higher Power〉의 오디오 비주얼라이저는 콜드플레이의 유튜브 채널에서 2021년 5월 7일 오전 12시 1분에 첫 공개되었으며 싱글 발매와 동시에 공개되었다. 그것은 그 밴드가 빈터에서 외계인 홀로그램이 그 곡조에 맞춰 춤을 추면서 공연하는 것을 특징으로 한다. "외계 전송"의 한 형태로 낙인찍힌 이 밴드는 공개에 앞서 국제우주정거장에 탑승한 프랑스 유럽 우주국 우주비행사 토마스 페스케에게 비디오를 미리 보여주었다. 5월 19일, 필라르 제타와 빅토르 스코라노가 감독한 공식 서정 비디오가 공개되었다.
2주 후, 콜드플레이는 그들의 소셜 미디어를 통해 데이브 마이어스가 감독한 공식 버전이 2021년 6월 8일에 발매될 것이라고 확인했다. 이 공식 비디오는 3부작 "멜로딕 궤도"의 일환으로 처음 공개되었는데, 《Music of the Spheres》는 발매 당시 9집 타이틀로 소문이 나 있었다. 이 문구는 라이브 앳 워디 팜 라이브스트림과 BBC 라디오 1의 빅 위켄드에서의 공연뿐만 아니라 공식 비디오에 사용된 인트로 트랙을 언급하기도 한다. 이 비디오에는 대한민국 서울에 기반을 둔 김보람이 안무했으며 그의 무용단인 앰비규어스댄스컴퍼니의 단원들이 등장한다.
이 뮤직 비디오에서 크리스 마틴은 "카오티카"라는 이름의 가상의 포스트 아포칼립스 행성에 있는 자신을 발견하고, 그곳에서 동물과 벌레 같은 로봇, 거대한 홀로그램, 그리고 외계인 같은 홀로그램 무리들과 춤을 추는 지구의 도시들을 탐험한다. 그들의 머리는 즉시 칼날로 뒤덮이고 공중에서 맴돌면서 크리스에게 강력한 에너지를 주고, 나머지 콜드플레이 멤버들(윌 챔피언, 가이 베리먼, 조니 버클랜드)이 나타난다. 그것은 그가 더 빠른 속도로 달리고 우주 공간으로 날아갈 수 있게 해준다.

## 인증
| 국가                               | 인증 | 판매량/출하량 |
| ---------------------------------- | ---- | ------------- |
| 오스트리아 (IFPI 오스트리아)       | 골드 | 15,000        |
| 캐나다 (뮤직 캐나다)               | 골드 | 40,000        |
| 이탈리아 (FIMI)                    | 골드 | 35,000        |
| 영국 (BPI)                         | 실버 | 200,000       |
| 판매량+스트리밍을 기반으로 한 인증 |      |               |